# Kaple svaté Barbory (Zálužice)
Kaple svaté Barbory u Zálužic je výklenková kaple postavená zřejmě před rokem 1785 Johanem Vojtěchem ze Zálužic. Jiné zdroje uvádí rok 1830.
Kaple se nachází u cesty z Pištína. Zasvěcena byla svaté Barboře. Roku 1888 do kapličky uhodil blesk a kaplička od té doby zůstala nakloněná. Při rekonstrukci v roce 2008 byla kaplička kompletně obnovena a ponechána našikmo.